# Caph
Caph (arabsky كف kaf – „dlaň“), také známá jako Al Sanam al Nakah, je hvězda s Bayerovým označením β Kasiopeji. Se svou zdánlivou hvězdnou velikostí 2,28 je druhou nejjasnější hvězdou tohoto souhvězdí. Nachází se přibližně 55 světelných let od Země.

## Charakteristika
Caph je hvězda spektrální třídy F2 III-IV, což znamená, že jde o bíložlutého obra nebo podobra. Její povrchová teplota činí 7 079 K, což jí dává bíložlutý odstín. Má poloměr přibližně 3,5násobku poloměru Slunce a její svítivost je 27krát vyšší než svítivost Slunce.
Hvězda má hmotnost přibližně 1,91násobku hmotnosti Slunce a je stará asi 1,1 miliardy let. Caph se rychle otáčí kolem své osy rychlostí 71 km/s, což je významně rychlejší rotace než u Slunce.

### Variabilita
Caph patří mezi proměnné hvězdy typu Delta Scuti. Jasnost hvězdy kolísá o přibližně 0,03 magnitudy s periodou kolem 2,5 hodiny. Tato variabilita je způsobena oscilacemi hvězdy, kdy dochází ke změnám její velikosti a teploty.

### Pohyb a vzdálenost
Caph je vzdálena 54,7 světelných let (16,8 parseků) od Slunce. Její radiální rychlost činí +4,3 km/s, což znamená, že se od Slunce mírně vzdaluje. Hvězda má také významný vlastní pohyb, což naznačuje, že je relativně blízko Slunci.

## Kulturní význam
Jméno „Caph“ pochází z arabského výrazu pro „dlaň“. Hvězda byla známa již ve starověku a v tradičních mapách noční oblohy je součástí křivky tvořené jasnými hvězdami Kasiopeji. Spolu s hvězdami Schedir a Cih tvoří významný asterismus „W Kasiopeji“.

## Viditelnost
Caph je snadno viditelná pouhým okem na severní polokouli po celý rok, protože patří mezi cirkumpolární hvězdy. Nachází se poblíž Polárky a tvoří jeden z nejvýraznějších bodů souhvězdí Kasiopeji.